# 東山 (京都府)
東山（日语：東山）是日本京都盆地東部丘陵地帶的山丘之總稱，也可泛指整個丘陵地帶。

## 東山的範圍
「東山」非山系的名稱，是指從京都中心部往東可見的山。一般指北從比叡山（京都市左京區、滋賀縣大津市），南到稻荷山（京都市伏見區）的山。狹義指比叡山除外，從山中越南邊的大文字山（京都市左京區）往南的山。
「東山」的稱呼在平安時代就已使用，但是一般化要到室町時代以降。

### 主要的山
由北向南。
- 比叡山
- 瓜生山
- 吉田山
- 大文字山
- 粟田山
- 華頂山（知恩院山）
- 圓山
- 靈山
- 鳥邊山
- 清水山
- 阿彌陀峰
- 今熊野山
- 惠日山
- 稻荷山

### 東山三十六峰
東山的山々也總稱「東山三十六峰」。此稱呼成立之時並無具體的指特定三十六座山峰之意，只是比喻從洛中所見，東山的山々約有三十六峰。
江戶時代後期的「花洛名勝圖會」中雖有「東山三十六峰」的記載，但是也有「不確定指哪幾座山是三十六峰」的記述。
如前述，在江戶時代以前，「三十六峰」無具體特定的山名。1956年，京都新聞連載具體特定的「三十六峰」的文章以降，其他刊行的書籍多以此連載選定的「三十六峰」視作「東山三十六峰」。

## 神社、寺院等設施
東山山麓有許多神社、寺院。其中有伏見稻荷大社、清水寺之類，比平安京歷史更久的寺社。山麓也是平安時代到近代，京都的皇族・貴族或武士的保養地。特別是足利義政的東山山莊（現慈照寺、通稱銀閣寺）最有名。在現代這些寺社・庭園和東山的景觀是吸引觀光客的人氣景點。

### 山麓的神社・寺院
由北向南。
- 曼殊院
- 詩仙堂
- 慈照寺（銀閣寺）
- 吉田神社
- 法然院
- 永觀堂
- 南禪寺
- 日向大神宮
- 知恩院
- 八坂神社
- 高台寺
- 京都靈山護國神社
- 清水寺
- 智積院
- 泉涌寺
- 東福寺
- 伏見稻荷大社

### 其他的山麓設施
- 修學院離宮
- 哲學之道
- 圓山公園

### 山上的神社・寺院
- 延曆寺
- 真正極樂寺（真如堂）
- 金戒光明寺（黑谷）
- 青蓮院將軍塚大日堂

### 其他的山上設施
- 大文字（五山送火）
- 東山ドライブウェイ
  - 將軍塚展望台
- 京都大學花山天文台

## 跨越東山的道路
山中越
從左京區北白川，經瓜生山和大文字山之間的山中越，至大津市的志賀。京都府道・滋賀縣道30號下鴨大津線。也稱作志賀越之道。
日之岡越
從東山區粟田口（蹴上），經日之岡至山科區御陵。京都府道143號四之宮四塚線。琵琶湖疏水大概沿此路線。
東山隧道
國道1號（五條繞道）、東海道本線、東海道新幹線的隧道名全部是「東山隧道」。國道1號東山隧道和渋谷街道（京都府道116號渋谷山科停車場線）重複。
滑石越
從東山區今熊野往南東方向，越過東山至山科區西野山。京都府道118號勸修寺今熊野線。也稱作醍醐道。
稻荷山隧道
從伏見區深草的第二京阪道路鴨川東IC，經稻荷山隧道至山科區西野山的山科出入口。新十條通之一部。
大岩街道
名神高速道路通過稻荷山之南的大岩街道（滋賀縣道・京都府道35號大津淀線）進入山科盆地。此路線是伏見街道（或大津街道）之一部。

## 周邊情報
- 東山區
- 東山通（東大路通）
- 東山車站